# 次閉次後不圓唇元音
次閉次後不圓唇元音是一種元音。國際音標寫作⟨ɯ̞⟩（較低的[ɯ]）或⟨ɤ̝⟩（較高的[ɤ]）。
若與[ʊ]相比, 這個元音可以寫作中央化的閉後不圓唇元音 [ɯ]，即ɯ̽。這亦等價於更複雜的表示法⟨ɯ̞̈⟩（較低且央化的[ɯ]）。
然而，由丹尼爾·瓊斯和約翰·C·威爾斯製作的主要元音聲學分析顯示，基本上所有的不圓唇後元音（除了[ɑ]以外）在調音時都是次後元音。因此，「次閉後不圓唇元音」與「次閉次後不圓唇元音」兩者間可能沒有本質上的差異。威爾斯在其著作《英語各地口音》（Accents of English）中，將這個元音轉寫為未被IPA收錄的音標⟨ω⟩。
理論上來說，它也可以在IPA中表示為⟨ʊ̜⟩（較不圓唇的[ʊ]），但因 [ʊ]在《國際音標使用指南》（Handbook of the International Phonetic Association）已經被定義為圓唇的元音（而不像[ə]與[ɐ]未指定圓唇度），⟨ʊ̜⟩也可以表示稍微圓唇的[ʊ]，而不一定是本文中完全不圓唇的元音。
次閉次後不圓唇元音在韓語中是獨立的音位。

## 特徵
- 其元音高度為次閉，舌頭的位置並不如閉元音般接近齒齦，口腔也比閉元音稍微開一些。

- 其元音舌位是後，表示舌頭的位置會盡可能地朝向口腔後部，但不至于阻礙氣流而被歸類為子音。

- 其圓唇度為不圓唇元音，嘴唇自然放鬆，不特別向前突起。

## 出現於
| 語言     | 語言                 | 詞彙    | IPA        | 意義   | 註釋 |
| -------- | -------------------- | ------- | ---------- | ------ | --- |
| 英語     | 非洲裔美國人英語     | hook    | [hɯ̞k]      | 鉤子   | /ʊ/的另一種实现。 |
| 英語     | 加州英語             | hook    | [hɯ̞k]      | 鉤子   | 發音時嘴唇通常微微展開。對應到其他方言中的/ʊ/。參見英語音系學。                                                                             |
| 英語     | 南部沿海地區方言     | hook    | [hɯ̞k]      | 鉤子   | 可以用圓唇的[ʊ]取代。 |
| 英語     | 卡地夫英語           | hook    | [ɯ̞k]       | 鉤子   | 也被描述為半閉央元音[ɘ～ɵ]。 |
| 英語     | 紐西蘭英語           | treacle | [ˈtɹ̝̊iːkɯ̞]ⓘ | 糖蜜   | 非重音/ɯ/的另一種实现。這個音位的變化範圍較大，除了圓唇度因人而異，高度從央至後，舌位從閉到半閉。對應到其他方言的/əl/。參見紐西蘭英語音系。 |
| 英語     | 一些費城英語的使用者 | plus    | [pɫ̥ɯ̞s]     | 加     | 主要由男性使用；也可以由更低的[ʌ̝～ʌ]音取代。對應到其他方言的[ʌ]。參見英語音系學。                                                           |
| 英語     | 南非英語             | pill    | [pʰɯ̞ɫ]     | 藥丸   | /ɪ/在軟顎化的/l/前的同位異音。也被描述為半閉的[ɤ]。 參見南非英語音系。                                                                      |
| 愛爾蘭語 | 阿爾斯特愛爾蘭語     |         | [ə ˈɡɯ̞lˠ]  | 沸騰的 | /ɪ/的同位異音。參見愛爾蘭語音系。 |
| 韓語     | 韓語                 | /       | [ə̝ːɾɯ̞n]    | 成人   | 在國際音標中通常轉寫為⟨ɯ⟩。參見朝鲜语音系。                                                                                                 |
| 葡萄牙語 | 歐洲葡萄牙語         |         | [pɯ̞ˈɣäɾ]   | 抓住   | 在國際音標中通常轉寫為⟨ɨ⟩或⟨ə⟩。只出現在非重音音節。參見葡萄牙語音系。                                                                      |
| 土耳其語 | 標準土耳其語         |         | [sɯ̞ː]      | 淺的   | 也被描述為[ɯ]或[ɨ]。。參見土耳其語音系。 |
| 越南語   | 河內方言             |         | [t̻ɯ̞˧˨]     | 字     | /ɯ/的常見同位異音。參見越南語音系。 |
| 皮洛語   | 皮洛語               | [tɯ̞wɯ̞]  | [tɯ̞wɯ̞]     | 鹽     | 在國際音標中通常轉寫為⟨ɯ⟩。 |